# Jean-Baptiste Donatien de Vimeur de Rochambeau
Jean-Baptiste Donatien de Vimeur de Rochambeau (Vendôme, 1º luglio 1725 – Thoré-la-Rochette, 10 maggio 1807) è stato un generale francese.

## Biografia
Figlio del governatore di Vendôme e cadetto della famiglia, fu all'inizio destinato alla carriera ecclesiastica e mandato a studiare presso i gesuiti a Blois. Proprio al momento di essere ordinato sacerdote, suo fratello primogenito morì e così Monsignor de Crussol, vescovo di Blois, gli annunciò che «al momento, bisogna che voi serviate il re e la patria sui campi di battaglia con lo stesso zelo che avreste messo nel servire Dio e la Chiesa».
Rochambeau non si fece certo pregare e a sedici anni entrò come trombettiere nel reggimento di cavalleria di Saint-Simon in partenza per la Germania per combattere nella guerra di successione austriaca. Partecipò alle campagne di Boemia e di Baviera sotto il comando del maresciallo de Broglie che, visti i meriti sul campo, gli assegnò addirittura il comando di una compagnia. Venne poi assegnato come aiutante di campo a Luigi Filippo I, con il compito di guidare l'avanguardia delle truppe francesi e riferire le posizioni e le manovre del nemico.
All'assedio di Namur (1746) il maresciallo De Saxe lo incaricò di effettuare una ricognizione. Rochambeau strisciò fino alle linee nemiche e si accorse che le sentinelle erano distratte e fumavano svogliatamente la pipa. Dopo il rapporto del giovane ufficiale, Luigi Filippo I organizzò una diversione e ordinò al resto dei reggimenti di attaccare Namur, che cadde. Lo promossero colonnello a solo 22 anni. Durante la campagna del 1748, agli ordini del maresciallo di Lowendhal, si fece notare all'assedio di Maastricht quando, alla testa di quattordici compagnie di granatieri, conquistò la riva sinistra della Mosa.
Dopo la firma del Trattato di Aquisgrana (1748), Rochambeau fece ritorno in Francia e venne assegnato al reggimento della Marche. La sua autorità e la sua abilità organizzativa trasformarono il reggimento in uno dei più efficienti di Francia, tanto che nel 1756, allo scoppio della Guerra dei sette anni, il maresciallo di Richelieu lo volle con sé per la spedizione contro l'isola di Minorca. Non a torto, se durante l'assedio di Mahón per meriti acquisiti sul campo ottenne la promozione a brigadiere di fanteria e la Croce di San Luigi. Dopo un breve periodo nello stato maggiore del maresciallo chiese di tornare in servizio attivo e fu spostato sul teatro di guerra dell'Hannover, dove contribuì a tamponare le varie debacle militari dell'esercito francese. Alla fine della guerra si ritrovò promosso a maresciallo di campo e ispettore generale di fanteria.
Il 1º maggio 1780, fresco di promozione a tenente-generale, fu posto a capo di un corpo di spedizione di 6.000 uomini ed inviato in America in aiuto dei coloni americani in guerra con gli inglesi. Sbarcò nel Rhode Island il 10 giugno 1780 e gli fu assegnata la difesa dei forti e il comando delle batterie navali dell'isola-stato. Qui, all'inizio del 1781, Rochambeau persuase l'ammiraglio francese de Barras a dirigersi con la sua flotta verso sud per incontrare quella dell'ammiraglio conte de Grasse, che stava risalendo con la sua flotta verso nord dai Caraibi, per sostenere i ribelli americani in Virginia; ciò fu altamente positivo, consentendo ai francesi la vittoria navale nella battaglia di Chesapeake nel settembre di quell'anno. Il 6 maggio 1781 Rochambeau incontrò George Washington a Wethersfield, dove misero a punto i piani di battaglia per riprendere New York e attaccare gli inglesi a Yorktown. Alla fine di agosto le truppe francesi si misero in marcia verso la Virginia e il 14 settembre a Williamsburg si unirono alle forze di Washington e insieme misero l'assedio a Yorktown, dove si erano asserragliati gli inglesi comandati da Lord Cornwallis. Dopo una serie di scontri, la città si arrese il 19 ottobre. Rochambeau ricevette gli onori del Congresso, che gli regalò due dei cannoni inglesi catturati a Yorktown.
Al suo ritorno in Francia, dopo averlo ricevuto a corte con tutti gli onori, Luigi XVI gli affidò il governo della Piccardia, carica che mantenne fino allo scoppio della Rivoluzione francese, quando fu nominato comandante dell'Armata del Nord. Nel 1791 fu nominato maresciallo di Francia. Dopo la fuga del re, l'Assemblea nazionale gli offrì il ministero della guerra, ma lui rifiutò per rimanere nell'esercito.
Cadde in disgrazia presso l'Assemblea quando il 2 marzo 1792 si disse contrario a una guerra contro l'Austria ed un anno dopo finì sotto inchiesta presso il Comitato di salute pubblica, che gli tolse i cannoni regalatigli dal Congresso e gli onori militari e lo rinchiuse nella Conciergerie, dopo averlo condannato alla ghigliottina, ma dopo il 9 termidoro e la caduta di Robespierre fu rimesso in libertà. Rochambeau si ritirò a vita privata nel castello di famiglia, dove cominciò a scrivere le sue Memorie pubblicate postume.
Nel 1803 Napoleone lo decorò con la croce di Grande Ufficiale della Legion d'onore.

## Onorificenze
- Cavaliere di Gran Croce dell'Ordine Reale e Militare di San Luigi
- Grand'Ufficiale della Legion d'Onore

## Araldica
| Stemma | Descrizione                                              | Blasonatura |
|        | Jean Marie Donatien de Vimeur Conte di Rochambeau        | D'azzurro, allo chevron d'oro, accompagnato da tre molette del medesimo. Corona da conte.                                                                                    |
| \| \|  | Jean Marie Donatien de Vimeur Conte dell'Impero francese | D'azzurro, allo chevron d'oro, accompagnato da tre molette del medesimo. Ornamenti esteriori da conte dell'impero francese; grand'ufficiale dell'Ordine della Legion d'onore |
|        |                                                          | |